# Alessandro Paoli (militare)
Alessandro Paoli (Milano, 10 luglio 1897 – Uork Amba, 29 febbraio 1936) è stato un militare italiano, decorato con la medaglia d'oro al valor militare alla memoria durante il corso della guerra d'Etiopia.

## Biografia
Nacque a Milano nel 1897, figlio di Egisto e Erminia Maeder. Dopo l'entrata in guerra del Regno d'Italia, avvenuta il 24 maggio 1915, si arruolò volontario nel Regio Esercito, assegnato al 36º Reggimento fanteria "Pistoia", lasciando poi il fronte per frequentare il corso per mitraglieri. Al termine del corso fu assegnato alla 182ª Compagnia mitragliatrici Fiat in forza alla Divisione cecoslovacca del generale Andrea Graziani. Fu congedato con il grado di sergente verso la fine del 1920, ritornando a lavorare come spedizioniere a Milano. Nel 1922 fu decorato con una Medaglia di bronzo al valor civile per aver eseguito un ardimentoso salvataggio. In vista dello scoppio della guerra d'Etiopia, nel luglio 1935 si arruolò come camicia nera nella Milizia Volontaria Sicurezza Nazionale.
Partì per l'Eritrea in forza alla 114ª Legione CC.NN. "Garibaldina" della 2ª Divisione CC.NN. "28 ottobre", sbarcando nel porto di Massaua l'11 settembre dello stesso anno. Rimase gravemente ferito il 27 febbraio 1936, durante la seconda battaglia del Tembien, decedendo due giorni dopo presso un ospedaletto da campo di Hausien. Per onorarne il coraggio fu decretata la concessione della Medaglia d'oro al valor militare alla memoria. Lasciò la moglie, Maria Cornini.

### Fonti
1. 1 2 3  Gruppo Medaglie d'Oro al Valor Militare 1965, p. 156.
2. 1 2 3 4 5 6 7 8  Combattenti Liberazione.
3. ↑  Guida di Milano e Provincia 1940-41, p. 1477.
4. ↑   PAOLI Alessandro, Medaglia d'oro al valor militare, su Presidenza della Repubblica.
5. ↑  Registrato alla Corte dei conti addì 8 febbraio 1937, guerra, registro 6, p. 78.